# Kościół św. Stanisława Biskupa w Chotelku

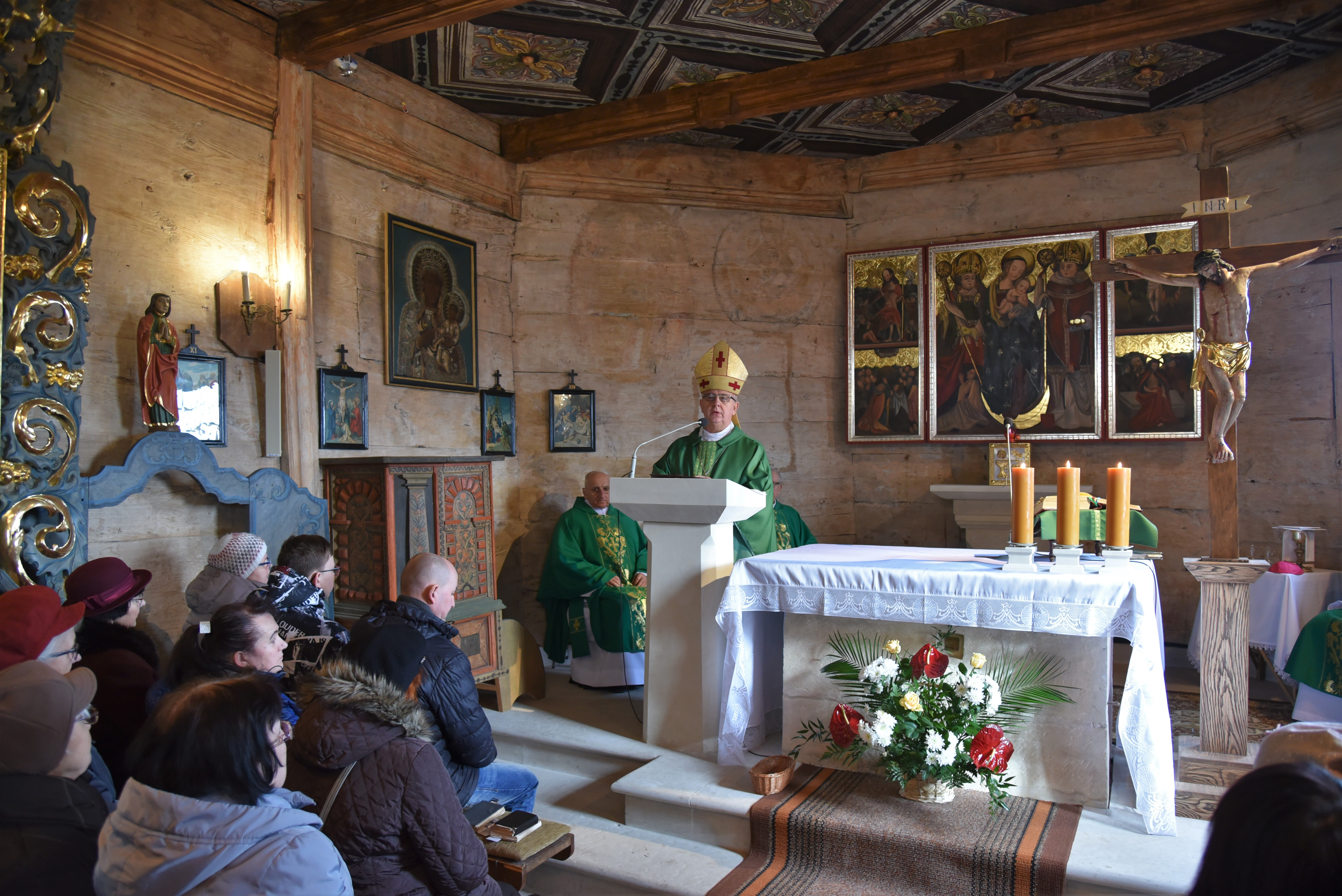
Msza święta celebrowana przez bp Jana Piotrowskiego, 16.02.2020

Kościół pw. św. Stanisława Biskupa w Chotelku, z 1527 r., jest jedynym zachowanym na Kielecczyźnie obiektem XVI-wiecznego drewnianego budownictwa sakralnego.
Został wzniesiony na planie prostokąta o wymiarach 12x7 metrów, bez wyodrębnionej zakrystii i prezbiterium, z zaznaczoną od wschodu trójboczną absydą. Dwuspadowy dach o konstrukcji nośnej z drewna modrzewiowego, ze szczytem od strony zachodniej, kryty jest gontem. W środkowej części kalenicy mieści się ażurowa, kryta miedzianą blachą wieżyczka z sygnaturką.
Kruchta przylegająca od południa, dobudowana została w późniejszym okresie, już po wybudowaniu samego kościoła. Wewnątrz budowli zachowały się niektóre elementy z jego pierwotnego wystroju i wyposażenia. W środku kościoła znajduje się kamienna, gotycka kropielnica  ipóźnorenesansowa ambona.
Kościół posiada strop belkowy z zachowaną renesansową polichromią z XVI wieku, przedstawiającą kasetony z rozetami. Istnieją badania sugerujące, że strop ten może pochodzić z innej, starszej świątyni.
Na ścianach dostrzec można niewyraźne ślady dawnych malarskich dekoracji i słabo widoczne krzyże konsekracyjne.

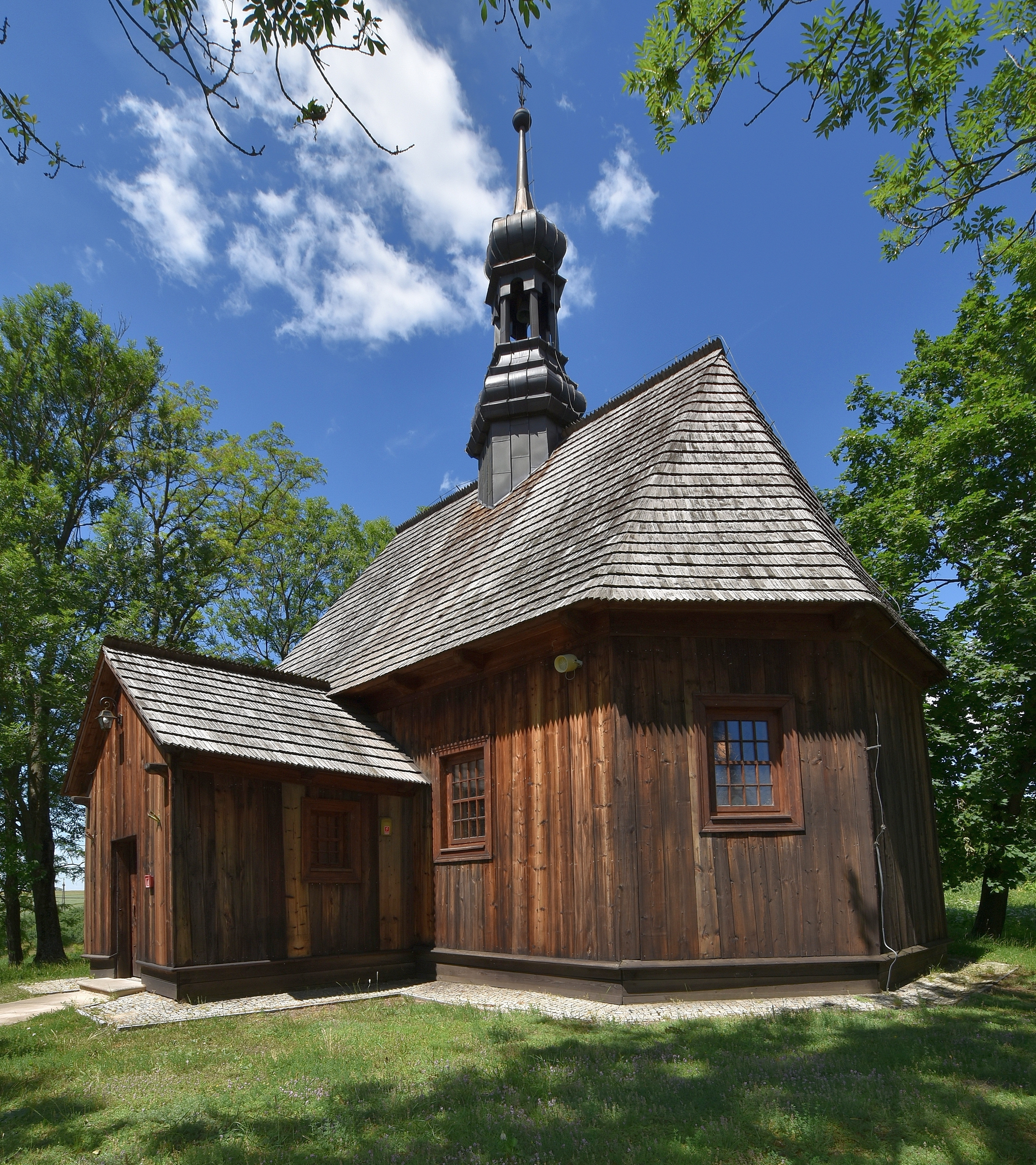
Elewacja boczna
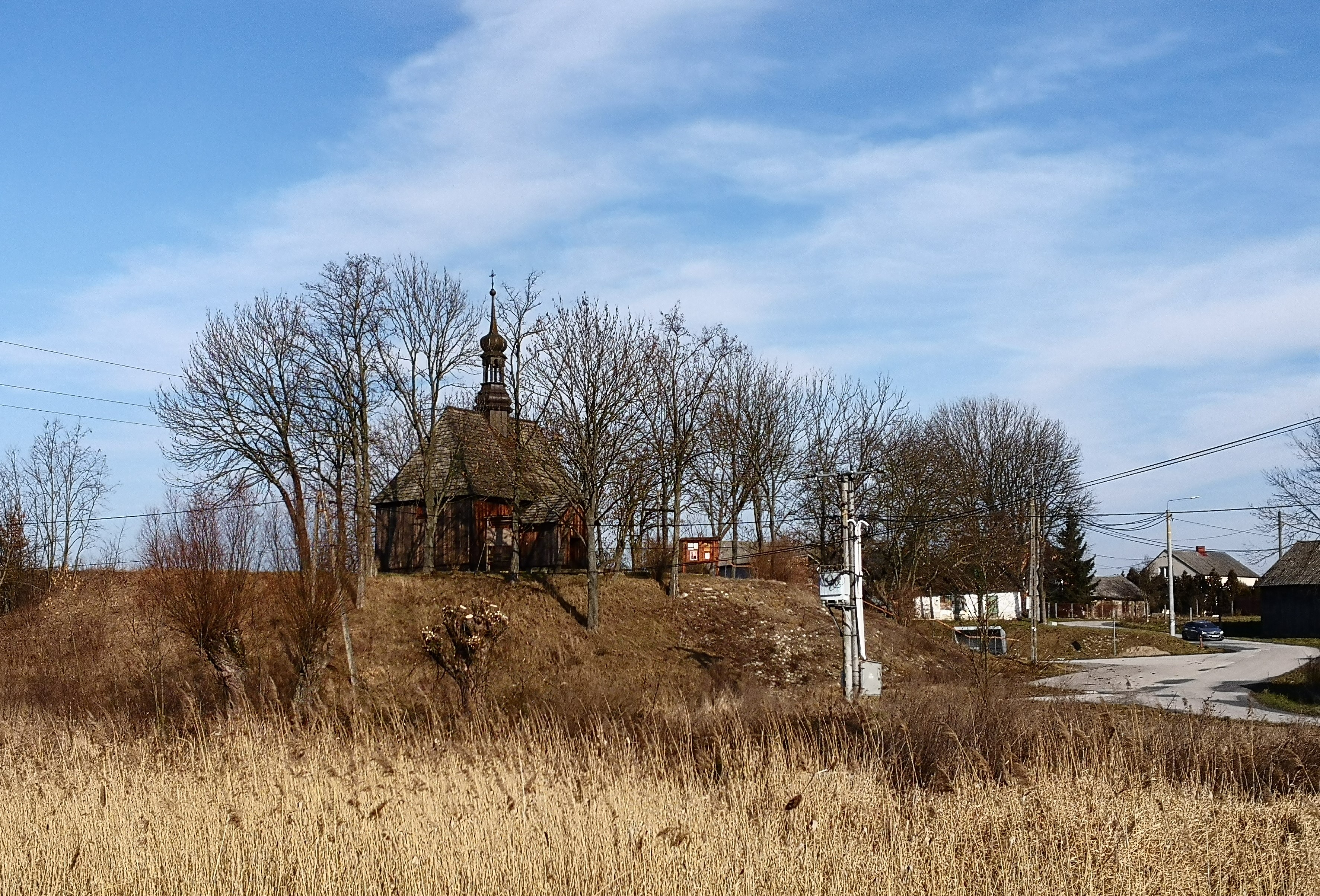
Widok ogólny
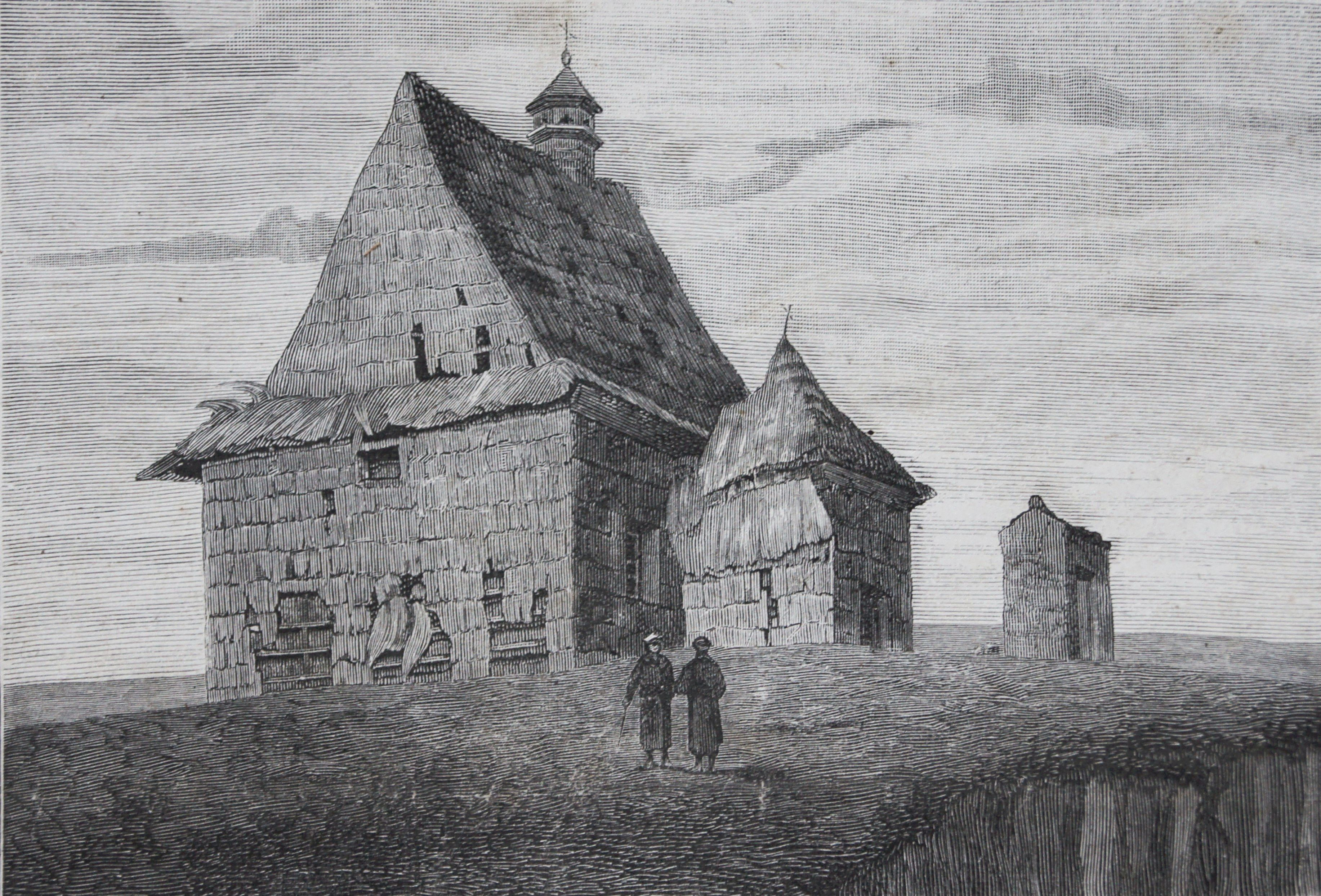
Kościół w Chotelku w 1881, drzeworyt sztorcowy wg rysunku Zygmunta Słupskiego

W ołtarzu z drugiej połowy XVII w. mieścił się obraz o charakterze barokowym przedstawiający św. Stanisława biskupa, patrona świątyni (obraz obecnie znajduje się w kościele św. Brata Alberta). Na zasuwie ołtarza – obraz przedstawiający Ukrzyżowanie z Matką Boską, św. Janem i klęczącą fundatorką kościoła, w stroju zakonnym, z herbem Siekierz i datą 1624 r.
Kiedyś w kościele można było też oglądać najcenniejszy element jego starego wyposażenia – zachowany w dwóch elementach późnogotycki, drewniany tryptyk Męki Pańskiej, datowany na początek XVI wieku. Zachowana jego część centralna przedstawia Matkę Boską z Dzieciątkiem Jezus i św. Stanisława. Brakuje jednak jednej z desek, a wraz z nią namalowanej nań postaci. Lewe, zachowane skrzydło tryptyku, na awersie przedstawia Zmartwychwstanie i Wniebowstąpienie, na rewersie – Ukrzyżowanie i Opłakiwanie.
Nie zachował się żaden ślad po stojącej pierwotnie obok kościoła drewnianej dzwonnicy. Natomiast po ulokowanym obok świątyni cmentarzu grzebalnym pozostała jedyna pamiątka – eksponowana w kruchcie kościoła płyta nagrobna Anny z Gostyńskich Gniewoszowej z 1630 roku.